# Proteza (językoznawstwo)
Proteza (gr. πρόσθεσις prósthesis „dodatek; uzupełnienie”, od πρός prós „przy, ku, do” + θέσις thésis „postawienie”) – proces fonetyczny polegający na pojawieniu się etymologicznie nieuzasadnionej głoski lub grupy głosek w nagłosie (na początku wyrazu). Np. w gwarach polskich harak hameryka (preaspiracja), Jagata, janioł (prejotacja), łowies (prelabializacja), w języku czeskim: voko (literackie: oko), vono (ono), vokno (okno), w języku francuskim l (np. que l’on. Dla języka greckiego, a także późnej łaciny i niektórych innych języków indoeuropejskich charakterystyczna jest natomiast proteza wokaliczna, np. étoile.